# 代打
代打（英語：Pinch Hitter，縮寫PH），為一棒球調度術語，指棒球比賽中，可用來進行現有打擊順序名單替換的未上場球員，由於棒球規則規定，球員在退場後即不得再上場，因此代打者在下一局起就必須接續原球員的守備位置，若代打者的守備位置與原打者有異，則下一局起，防守陣容將會進行較大的變動。有指定打擊的名單中，任何打者代打，皆直接取代原打者的位置，指定打擊亦是直接取代。在九人制棒球中，除非教練團派另一投手代打，或該代打者被教練團要求下一局進行投球，否則在守備局，教練團必須另外一位投手接替上一任投手的投球。

## 代打派用時機

### 比分接近時
在比分接近的比賽中，尤其是九局下半，當主場球隊的攻勢有逆轉比賽之可能時，即有可能派出打擊較佳或長打能力佳的替補球員上場打擊。

### 對應守方投手調度
當守方派出的下一任投手，攻方有相反打擊慣用手之打者（如右投上場，球隊常會指派左打者代打），或無論打擊慣用手與該投手相反與否，對於該投手的攻擊較有優勢之打者上場，增加上場投手之應對壓力以求突圍。

### 比分差距考量
當雙方比分已有一定差距時，教練團常會以代打來讓主力球員退場休息，並讓這些代打上場的替補球員舒展身手、增加經驗及消化局數。

### 投手之打席
在九人制棒球中，由於投手的打擊多半較不理想，因此在先發投手退場時及退場後的打席，常常會派用代打將打擊進行串連。

## 衍生意義
- 由於代打即「代替原打者上場打擊」之義，故在台灣的國語，口語上亦將其衍生為「代替他人行事」之意。

## 另見
- 指定打擊
- 代跑

## 外部連結
- 代打在台灣棒球維基館上的頁面（繁體中文）